# (307982) 2004 PG115
(307982) 2004 PG115, também escrito como (307982) 2004 PG115, é um corpo menor que está localizado no disco disperso, uma região do Sistema Solar. Ele possui uma magnitude absoluta de 4,9 e tem um diâmetro estimado de cerca de 461 km. O astrônomo Mike Brown lista este corpo celeste em sua página na internet como um candidato a possível planeta anão.

## Descoberta
(307982) 2004 PG115 foi descoberto no dia 4 de agosto de 2004 no Observatório Palomar.

## Órbita
A órbita de (307982) 2004 PG115 tem uma excentricidade de 0,593 e possui um semieixo maior de 89,370 UA. O seu periélio leva o mesmo a uma distância de 36,386 UA em relação ao Sol e seu afélio a 142 UA.